# 1812
Промислова революція •  Російська імперія • Наполеонівські війни

## Геополітична ситуація
У Росії царює імператор Олександр I (до 1825). Російській імперії належить більша частина України, значна частина Польщі, Грузія, Фінляндія. Україну розділено між двома державами. Королівство Галичини та Володимирії належить Австрії. Правобережжя, Лівобережжя та Крим — Російській імперії. Задунайська Січ існує під протекторатом Османської імперії.
В Османській імперії править султан Махмуд II (до 1839). Під владою османів перебувають Близький Схід та Єгипет, Середземноморське узбережжя Північної Африки, частина Закавказзя, значні території в Європі: Греція, Болгарія і Сербія. Васалами османів є Волощина та Молдова.
Австрійську імперію очолює Франц II (до 1835). Вона охоплює, крім власне австрійських земель, Угорщину з Хорватією, Трансильванію, Богемію. Частина колишніх імперських земель об'єдналася в Рейнський союз. Король Пруссії — Фрідріх-Вільгельм III (до 1840). Баварське королівство очолює Максиміліан I (до 1825).
Французьку імперію очолює Наполеон I (до 1814). Франція має колонії в Карибському басейні, Південній Америці та Індії. Вона приєднала до себе Іллірійські провінції, Нідерланди, Італійське королівство, французи також захопили континентальну частину Неаполітанського королівства.
Іспанією править Жозеф Бонапарт (до 1814). Королівству Іспанія належать Нова Іспанія, Нова Гранада, Віцекоролівство Перу, Внутрішні провінції та Віцекоролівство Ріо-де-ла-Плата в Америці, Філіппіни. Повсюди в Латинській Америці триває національно-визвольна боротьба. У Португалії королює Марія I (до 1816), але португальська столиця через французьку загрозу перемістилася в Ріо-де-Жанейро. Португалія має володіння в Бразилії, в Африці, в Індії, в Індійському океані й Індонезії. На троні Великої Британії сидить Георг III (до 1820). Почалася Епоха Регентства. Британія має колонії в Північній Америці, на Карибах та в Індії.
Сполучені Штати Америки займають територію частини колишніх британських колоній та купленої у Франції Луїзіани. Посаду президента США обіймає Джеймс Медісон. Територія на півночі північноамериканського континенту належить Великій Британії, вона розділена на Нижню Канаду та Верхню Канаду, територія на півдні та заході континенту належить Іспанії.
Король Данії та Норвегії — Фредерік VII (до 1863), на шведському троні сидить Карл XIII (до 1818).
В Ірані при владі Каджари. Британська Ост-Індійська компанія контролює значну частину Індостану. Усе ще зберігає могутність Імперія Маратха. У Пенджабі існує Сикхська держава. У Бірмі править династія Конбаун, у В'єтнамі — династія Нгуєн. У Китаї володарює Династія Цін. У Японії триває період Едо.

## Події

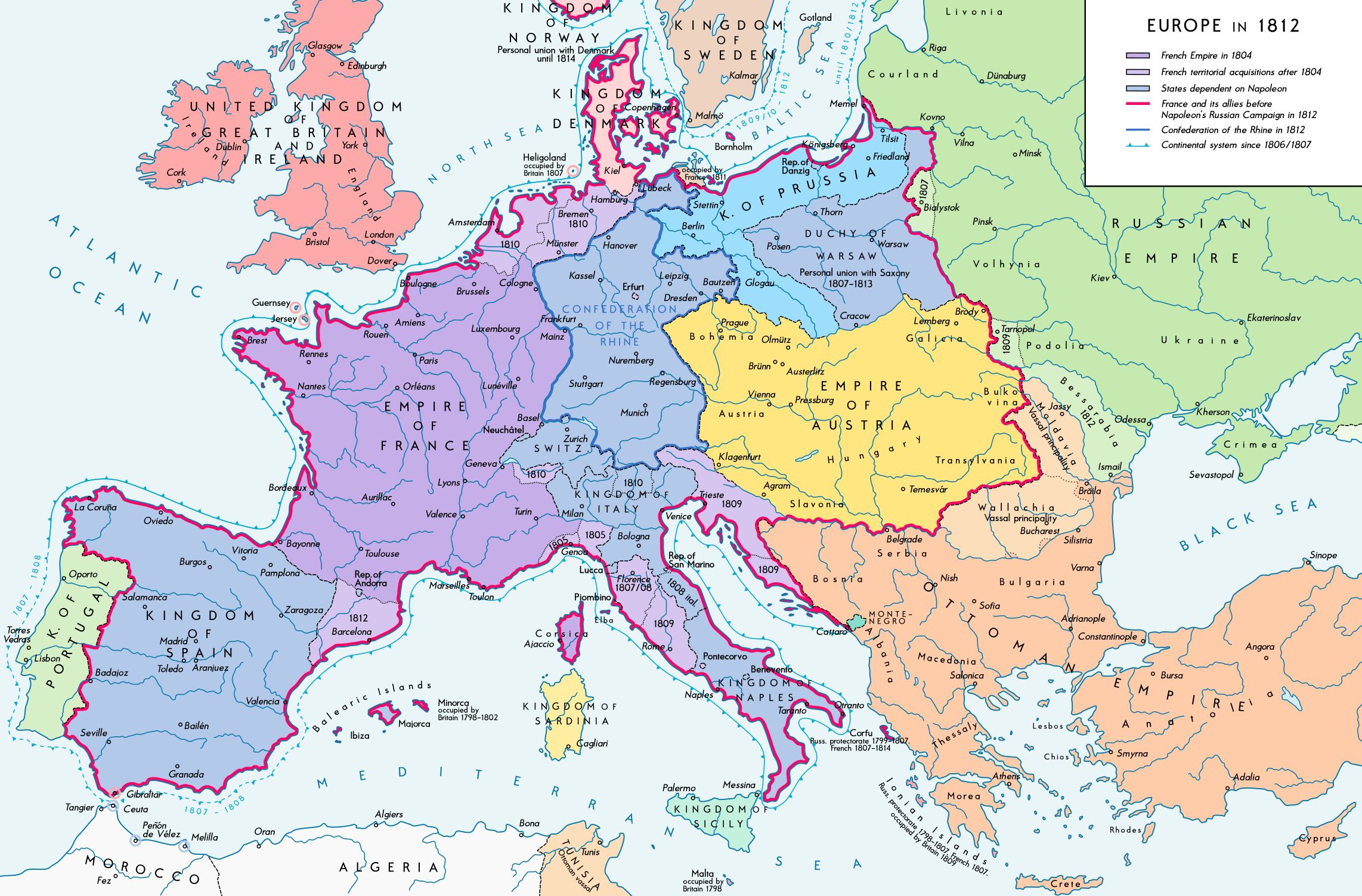
Європа у 1812

### В Україні
- В Одесі спалахнула епідемія чуми.
- В Криму засновано Нікітський ботанічний сад

### У світі
- 1 січня в Австрійській імперії набрало чинності цивільне уложення 1811 року.
- 24 лютого в Парижі підписано договір між Пруссією та Францією.
- 27 лютого Мануель Бельграно вперше підняв над містом Росаріо прапор Аргентини власного дизайну.
- 14 березня в Парижі підписано договір між Пруссією та Австрією.
- 19 березня в Іспанії утвердили Кадіську конституцію.
- 26 березня землетрус зруйнував Каракас у Венесуелі.
- 8 квітня столиця Великого князівства Фінляндського перенесена з Турку в Гельсінкі.
- 30 квітня Луїзіана стала 18-м штатом США.
- 11 травня британський прем'єр-міністр Спенсер Персіваль загинув від руки вбивці.
- 28 травня Російська та Османська імперії підписали в Бухаресті договір, який завершив російсько-турецьку війну 1806—1812. Росія анексувала Бессарабію.
- 4 червня через те, що Луїзіана стала штатом, колишня Територія Луїзіана перейменована в Територію Міссурі.
- 18 червня почалася так звана війна 1812 року між США та Великою Британією.
- 24 червня почалося вторгнення «Великої армії» Наполеона І в Росію.
- Піренейська війна.
  - 22 липня англо-португальські війська здобули перемогу над французами в битві при Саламанці.
  - 12 серпня англо-португальські війська увійшли в Мадрид.
- 16 серпня американці здали британцям без бою форт Детройт.
- 7 вересня відбулася Бородінська битва між французькими та російськими військами — найкривавіша битва наполеонівських воєн. Французи здобули тактичну перемогу, й перед ними відкрився шлях на Москву.
- 14 вересня французькі війська увійшли в Москву, де виникла величезна пожежа, яку запалили за наказом Федора Растопчина.
- 19 жовтня французи почали відступ з Москви.
- 5 листопада на виборах у США Джеймс Меддісон переміг Девітта Клінтона.
- 10 листопада на виборах у Великій Братанії перемогла партія торі на чолі з Робертом Дженкінсом.
- 14 грудня армія Наполеона покинула Росію.
- Зникла Перша Республіка Венесуела
- У Сінді відбудована фортеця Ранікот.

### Наука
- Гамфрі Деві опублікував «Елементи хімічної філософії».
- Джон Деві описав синтез фосгену.
- Наполеон запровадив у Франції mesures usuelles — компромісну частково десятичну систему мір.
- Фрідріх Моос запропонував шкалу твердості матеріалів.

### Культура
- Побачили світ перші дві пісні Паломництва Чайлд Гарольда лорда Байрона.
- Відкрився відбудований після пожежі Королівський театр на Друрі-Лейн.
- Опубліковано перший том «Казок братів Грімм».

## Народились
Див. також: Категорія:Народились 1812
- 2 лютого — Гребінка Євген Павлович, український поет, прозаїк
- 2 лютого — Чарльз Діккенс, англійський письменник
- 7 травня — Роберт Браунінг, англійський поет
- 12 травня — Едвард Лір, англійський художник
- 9 червня — Йоганн Готфрід Галле, німецький астроном, який за розрахунками Урбана Левер'є відкрив планету Нептун
- 18 червня — Іван Гончаров, російський письменник

## Померли
Див. також: Категорія:Померли 1812